# Sandviken
Sandviken város Svédország keleti részén.

## Elhelyezkedése
A város Gävleborg megyében van, Gävle megyeszékhelytől 25 kilométerre nyugatra, Stockholmtól 180 kilométerre északra helyezkedik el.

## Történelme
Sandvikent 1862-ben alapították, mikor Göran Fredrik Göransson lerakta a Sandvik acélgyár alapjait. Magát a települést a XIX. századi Chicago mintájára tervezték. 1943-ban összeolvadt Högbo községgel, és városi rangra emelték. A város több épületét Ralph Erskine építész tervezte. Sandvikennek 2005-ben 22 574 lakosa volt, a Sandvik vállalkozás pedig 2008-ban 50 000 embert foglalkoztatott.

## Kultúra
Sandvikennek van saját könyvtára, színháza, képtára és múzeuma. A svéd jazz-kultúra egyik központja, minden nyáron jazz-fesztivált rendez.

## Sport
Sandvikennek sikeres bandy-csapata van (hatszor nyerték meg a nemzeti bajnokságot), labdarúgócsapata pedig egy időben a svéd első osztályban játszott. A város Jernvallen stadionjában tartották az 1958-as svédországi labdarúgó-világbajnokság két mérkőzését, ez mindmáig a legészakibb település, ahol vb-mérkőzést játszottak.

## Híres sandvikeniek
- Göran Fredrik Göransson (1819-1900), vállalkozó, kereskedő, a Sandvik cég és Sandviken település alapítója
- Anna Jörgensdotter (1973-), író
- Anna Nordell (1982-), énekes
- Tomas Ledin (1952-), énekes, zeneszerző
- Kim Källström (1982-), labdarúgó

## Fordítás
- Ez a szócikk részben vagy egészben  a   Sandviken című svéd Wikipédia-szócikk ezen változatának fordításán alapul.  Az eredeti cikk szerkesztőit annak laptörténete sorolja fel. Ez a jelzés csupán a megfogalmazás eredetét és a szerzői jogokat jelzi, nem szolgál a cikkben szereplő információk forrásmegjelöléseként.